# The Damned (2024, Þórður Pálsson)
The Damned (engl. für „Die Verdammten“) ist ein Horrorfilm von Þórður Pálsson. Das Mystery-Drama mit Odessa Young, Joe Cole und Siobhan Finneran in den Hauptrollen als Bewohner eines Fischerdorfes, die nach dem Kentern eines Schiffes vor ihrer Küste in ein Dilemma geraten, feierte im Juni 2024 beim Tribeca Film Festival seine Premiere. Der Kinostart im Vereinigten Königreich und in Irland ist am 10. Januar 2025 geplant, in Island am 30. Januar 2025.

## Handlung
Im 19. Jahrhundert. Die junge Witwe Eva muss das Fischerboot ihres verstorbenen Mannes Magnus an die ruppigen Fischer ihres Dorfes verleihen, um zu überleben. Es gibt ein kleines Pub in ihrem Dorf, wo sie gemeinsam Trink- und Fischerlieder singen.
Als sie während eines harten Winters Zeugin wird, wie ein ausländisches Schiff vor der Küste ihres abgelegenen Fischerdorfs sinkt, steht Eva vor einer schwierigen, nahezu unmöglichen Entscheidung. Da ihre Nahrungsvorräte zur Neige gehen, aber von dem Wrack aus stetig Lebensmittel und Getränke an Land gespült werden, müssen Eva und die Menschen in ihrer kleinen Stadt entscheiden, ob sie die Schiffbrüchigen retten oder sie sterben lassen, um ihr eigenes Überleben zu sichern.

## Produktion

### Regie und Drehbuch
The Damned ist das Spielfilm-Regiedebüt von Þórður Pálsson. Als Regisseur ist der Isländer für seine Arbeit für die Fernsehserie The Valhalla Murders bekannt. Das Drehbuch für The Damned schrieb Jamie Hannigan, der besonders für seine Arbeit für den irischen Abenteuerfilm Gottes Wege sind blutig von Brendan Muldowney aus dem Jahr 2017 bekannt ist.

### Besetzung und Dreharbeiten
Die Australierin Odessa Young spielt in der Hauptrolle die junge Witwe Eva. Der Brite Joe Cole ist in der Rolle von Daniel zu sehen, dem Eva nach dem Tod ihres Mannes Magnus auf Hoher See näherkommt. Siobhan Finneran spielt eine alte Fischerin namens Helga. Weitere Rollen wurden mit Lewis Gribben, Francis Magee und Rory McCann besetzt.
Die Dreharbeiten fanden im Winter in den Westfjorden Islands statt. Der Kameramann Eli Arenson war zuletzt für das Horror-Mystery-Drama Lamb von Valdimar Jóhannsson und den Horrorthriller They See You von Regisseurin Ishana Shyamalan tätig.

### Filmmusik und Veröffentlichung
Die Filmmusik komponierte der Ire Stephen McKeon, der zuletzt für Filme wie Evil Dead Rise von Lee Cronin und Baltimore von Joe Lawlor und Christine Molloy tätig war. Das Soundtrack-Album mit insgesamt 31 Musikstücken wurde Mitte Juli 2024 von Moonflower Records als Download veröffentlicht.
Die Premiere des Films fand am 6. Juni 2024 beim Tribeca Film Festival statt. Im Vorfeld sicherte sich Vertical Entertainment die Vertriebsrechte für Nordamerika. Anfang Oktober 2024 wurde er beim Sitges Film Festival gezeigt und im November 2024 beim Cork International Film Festival. Am 3. Januar 2025 kam der Film in ausgewählte US-Kinos. Der Kinostart im Vereinigten Königreich und in Irland ist am 10. Januar 2025 geplant, in Island am 30. Januar 2025. Im Mai 2025 wird The Damned bei den Fantasy Filmfest Nights vorgestellt.

## Rezeption

### Kritiken
Von den bei Rotten Tomatoes aufgeführten Kritiken sind 90 Prozent positiv. Bei Metacritic erhielt der Film einen Metascore von 64 von 100 möglichen Punkten.

### Auszeichnungen
Cork International Film Festival 2024
- Lobende Erwähnung beim Best New Irish Feature Award[13]